# Werdeck (Krauschwitz)
Werdeck, obersorbisch Wjertko, ist eine kleine Ortschaft im nordöstlichen Teil des Landkreises Görlitz (Sachsen). Seit 1994 gehört der Ort im offiziellen sorbischen Siedlungsgebiet zur Gemeinde Krauschwitz.

## Geographie

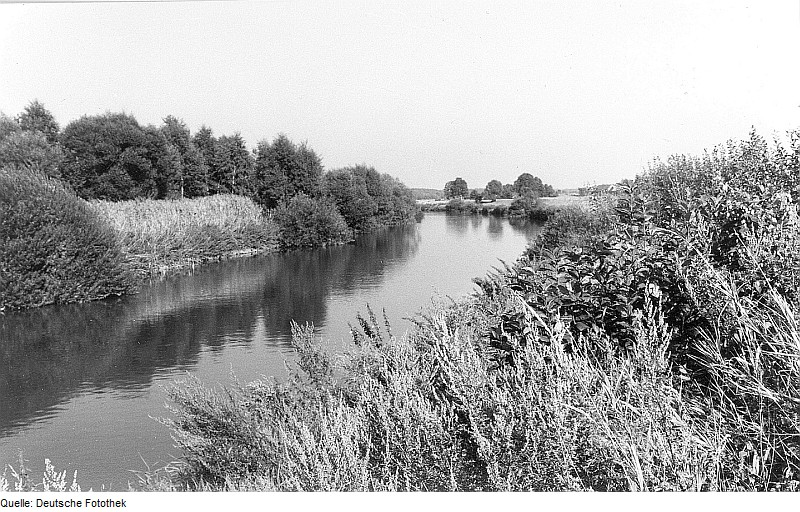
Neiße bei Werdeck

Werdeck liegt als Rundweiler in der waldreichen Muskauer Heide an der Lausitzer Neiße. Flussabwärts liegt Pechern, flussaufwärts Podrosche.

## Geschichte
Werdeck wird erstmals urkundlich im Jahr 1521 erwähnt. Spätestens seit 1552 gehört der Ort zur Standesherrschaft Muskau. Durch seine Lage in einem Waldgebiet abseits der Heeresstraßen übersteht der Ort den Dreißigjährigen Krieg, der in anderen Orten der Lausitz zum Teil verheerende Auswirkungen hat, unbeschadet.
Ursprünglich nach Priebus eingepfarrt, gehört Werdeck seit 1668 zur Parochie Podrosche.
Im 20. Jahrhundert wird Werdeck mehrfach eingemeindet. 1938 erfolgt der Zusammenschluss mit dem rechts der Neiße liegenden Doppelort Jamnitz-Pattag zur Gemeinde Neißebrück. Nach der Westverschiebung Polens bis zur Oder-Neiße-Linie nach dem Zweiten Weltkrieg wird Werdeck 1945 wieder eine eigenständige Gemeinde. Bereits am 1. Juli 1950 wird der Ort erneut eingemeindet, dieses Mal nach Klein Priebus. Als sich 1994 mehrere Gemeinden zwischen Bad Muskau und Rothenburg/O.L. entlang der Neiße zusammenschließen, gehört auch Klein Priebus zu ihnen. Werdeck ist fortan ein Ortsteil der Einheitsgemeinde Krauschwitz.

### Bevölkerungsentwicklung
| Jahr | Einwohner |
| ---- | --------- |
| 1825 | 61        |
| 1871 | 52        |
| 1885 | 61        |
| 1905 | 55        |
| 1910 | 55        |
| 1925 | 60        |
| 1946 | 77        |
| 2009 | 30        |

Aus dem Jahr 1552 sind für Werdeck vier besessene Mann und ein Häusler überliefert. Im Jahr 1777 hat sich die soziale Struktur etwas verbessert, neben den vier besessenen Mann werden drei Gärtner genannt.

### Ortsname
Der Ursprung des Namens wird in der Literatur uneinheitlich gesehen. Jan Meschgang leitet den Wortstamm vom mittelhochdeutschen wert ‘Insel’ ab und sieht darin, ähnlich dem südwestlich gelegenen Werda, ein „Inseldorf“, das mit dem Suffix zu einem „kleinen Inseldorf“ wird. Ernst Eichler und Hans Walther geben dieser Möglichkeit prinzipiell recht, zumal sie „wegen der Lage an der Neiße nahe“ liegt, favorisieren aber einen sorbischen Ursprung. Demnach wäre der Ortsname aus einer Ableitung des Wortes wjerćeć ‘drehen, wenden, bohren, schrauben (vom Wasserwirbel)’ nicht ganz auszuschließen.